# Ibrahim Kurban
Ibrahim Kurban (uigurisch ئىبراھىم كۇربان, chinesisch 伊卜拉伊木·库尔班, * 28. Februar 2001 in Shule) ist ein chinesischer Fußballspieler uigurischer Abstammung.

## Karriere
Kurban spielt als Rechtsverteidiger. Von 2020 bis 2023 war er für den chinesischen Verein Xinjiang Tianshan Leopard aktiv, wo er in 42 Spielen ein Tor erzielte. Danach wechselte er 2023 zum Hongkonger Klub Kitchee SC und absolvierte dort drei Ligaspiele. Sein Vertrag endete im Juli 2024, seitdem ist er vereinslos.